# 東蘭開斯特鎮區 (愛荷華州基奧卡克縣)
東蘭開斯特鎮區（英語：East Lancaster Township）是位於美國愛荷華州基奧卡克縣的一個行政鎮區。

## 地方資料
根據2010年美國人口普查的數據，東蘭開斯特鎮區的面積為49.49平方千米，當中陸地面積為49.38平方千米，而水域面積為0.11平方千米。當地共有人口102人，而人口密度為每平方千米2.06人。